# Kanuslalom-Weltmeisterschaften 1951
Die Kanuslalom-Weltmeisterschaften 1951 fanden in Steyr in der Österreich statt. 

## Ergebnisse

### Einer-Kajak
Männer:
| Platz | Land | Sportler          |
| ----- | ---- | ----------------- |
| 1     | AUT  | Hans Frühwirth    |
| 2     | AUT  | Rudolf Pilwein    |
| 3     | AUT  | Rudolf Sausgruber |

Frauen:
| Platz | Land | Sportler          |
| ----- | ---- | ----------------- |
| 1     | AUT  | Gerti Pertlwieser |
| 2     | AUT  | Fritzi Schwingl   |
| 3     | GER  | Anni Reifinger    |

### Einer-Kajak-Mannschaft
Männer:
| Platz | Land | Sportler                                    |
| ----- | ---- | ------------------------------------------- |
| 1     | AUT  | Othmar Eiterer Hans Frühwirt Rudolf Pilwein |
| 2     | GER  | Albert Krais Erich Seidel Ernst Sonntag     |
| 3     | SUI  | Werner Zimmermann Jean Engler Eduard Kunz   |

Frauen:
| Platz | Land | Sportler                                        |
| ----- | ---- | ----------------------------------------------- |
| 1     | AUT  | Gerti Pertlwieser Heidi Pilwein Fritzi Schwingl |
| 2     | GER  | Anni Anwander Liesl Fischer Anni Reifinger      |
| 3     | SUI  | Elsa Oderholz Madeleine Zimmermann Eva Speck    |

### Einer-Canadier
Männer:
| Platz | Land | Sportler         |
| ----- | ---- | ---------------- |
| 1     | SUI  | Charles Dussuet  |
| 2     | TCH  | Jaroslav Váňa    |
| 3     | FRA  | Jacques Marsigny |

### Einer-Canadier-Mannschaft
Männer:
| Platz | Land | Sportler                                    |
| ----- | ---- | ------------------------------------------- |
| 1     | TCH  | Václav Nič Jaroslav Váňa Jan Pecka          |
| 2     | FRA  | Pierre Biehler Jacques Marsigny Roger Paris |

### Zweier-Canadier
Männer:
| Platz | Land | Sportler                    |
| ----- | ---- | --------------------------- |
| 1     | FRA  | Claude Neveu / Roger Paris  |
| 2     | FRA  | Jacques Musson / Andre Pean |
| 3     | TCH  | Václav Havel / Jiří Pecka   |

### Zweier-Canadier-Mannschaft
Männer:
| Platz | Land | Sportler                                                                                  |
| ----- | ---- | ----------------------------------------------------------------------------------------- |
| 1     | FRA  | Pierre d’Alençon / Jean Dreux Jacques Musson / André Pean Claude Neveu / Roger Paris      |
| 2     | TCH  | Václav Havel / Jiří Pecka Bohuslav Fiala / Bohumil Berdych Václav Nič / Jan Šulc          |
| 3     | SUI  | Pierre Dufour / R. Esseiva Charles Dussuet / Deglise Melle R. Junod / Jean-Paul Rössinger |

## Medaillenspiegel
| Platz  | Land             | Gold | Silber | Bronze | Gesamt |
| ------ | ---------------- | ---- | ------ | ------ | ------ |
| 1      | Österreich       | 4    | 2      | 1      | 7      |
| 2      | Frankreich       | 2    | 2      | 1      | 5      |
| 3      | Tschechoslowakei | 1    | 2      | 1      | 4      |
| 4      | Schweiz          | 1    | —      | 3      | 4      |
| 5      | Deutschland      | —    | 2      | 1      | 3      |
| Gesamt | Gesamt           | 8    | 8      | 7      | 23     |